# Hospiz (Brauch)

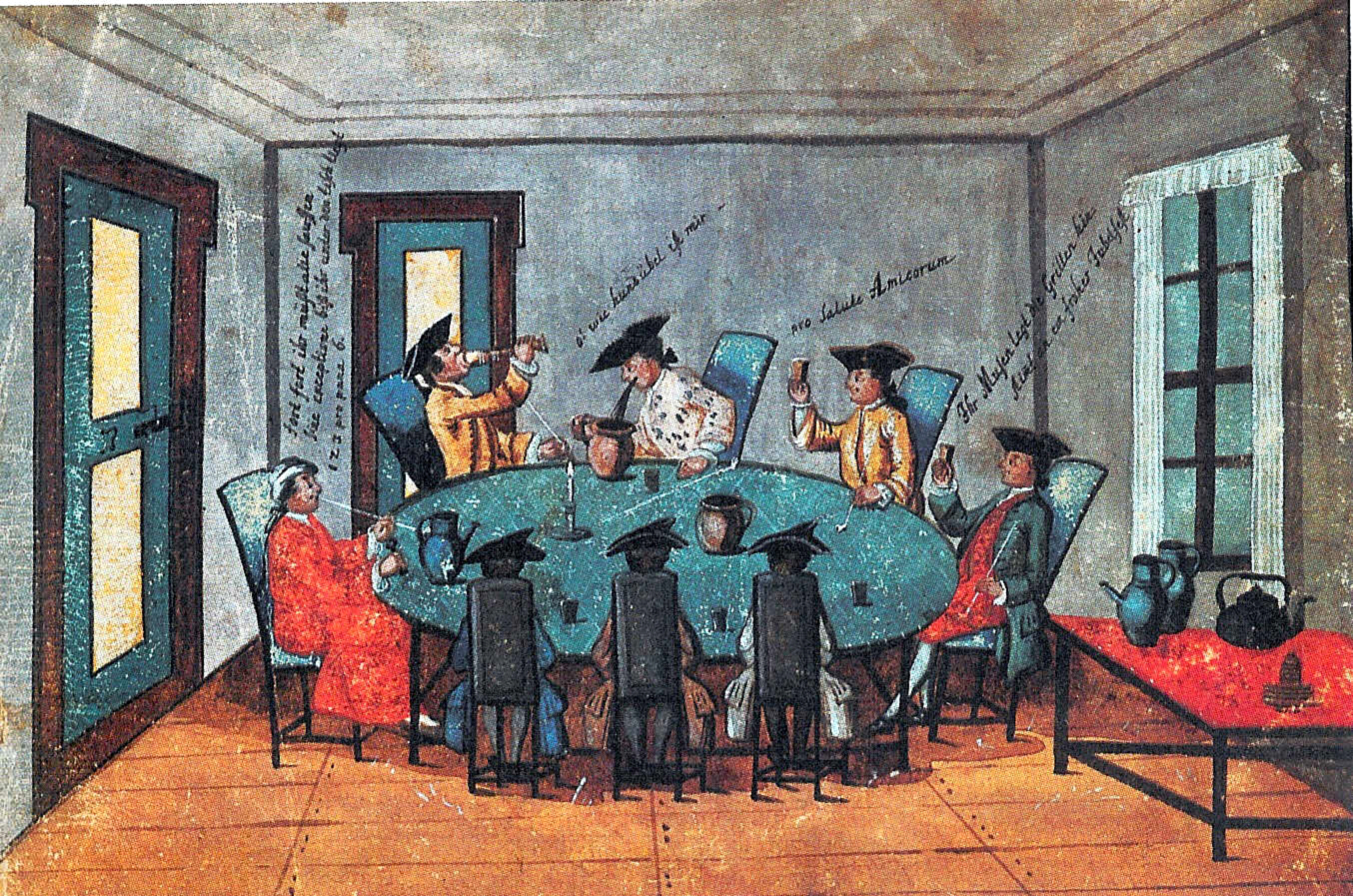
Hospitium in Jena, Stammbuchmalerei um 1750: Der Gastgeber (links im Hausmantel mit Hausschlüssel) lässt seine Gäste trinken, „biß ihr unter dem tisch liegt“.

Ein Hospiz (auch Hospitium (lat. „Gastfreundschaft“, „Herberge“) oder Schmaus) war im 18. Jahrhundert eine an Universitäten des deutschen Sprachraums übliche studentische Geselligkeit.

## Grundlagen

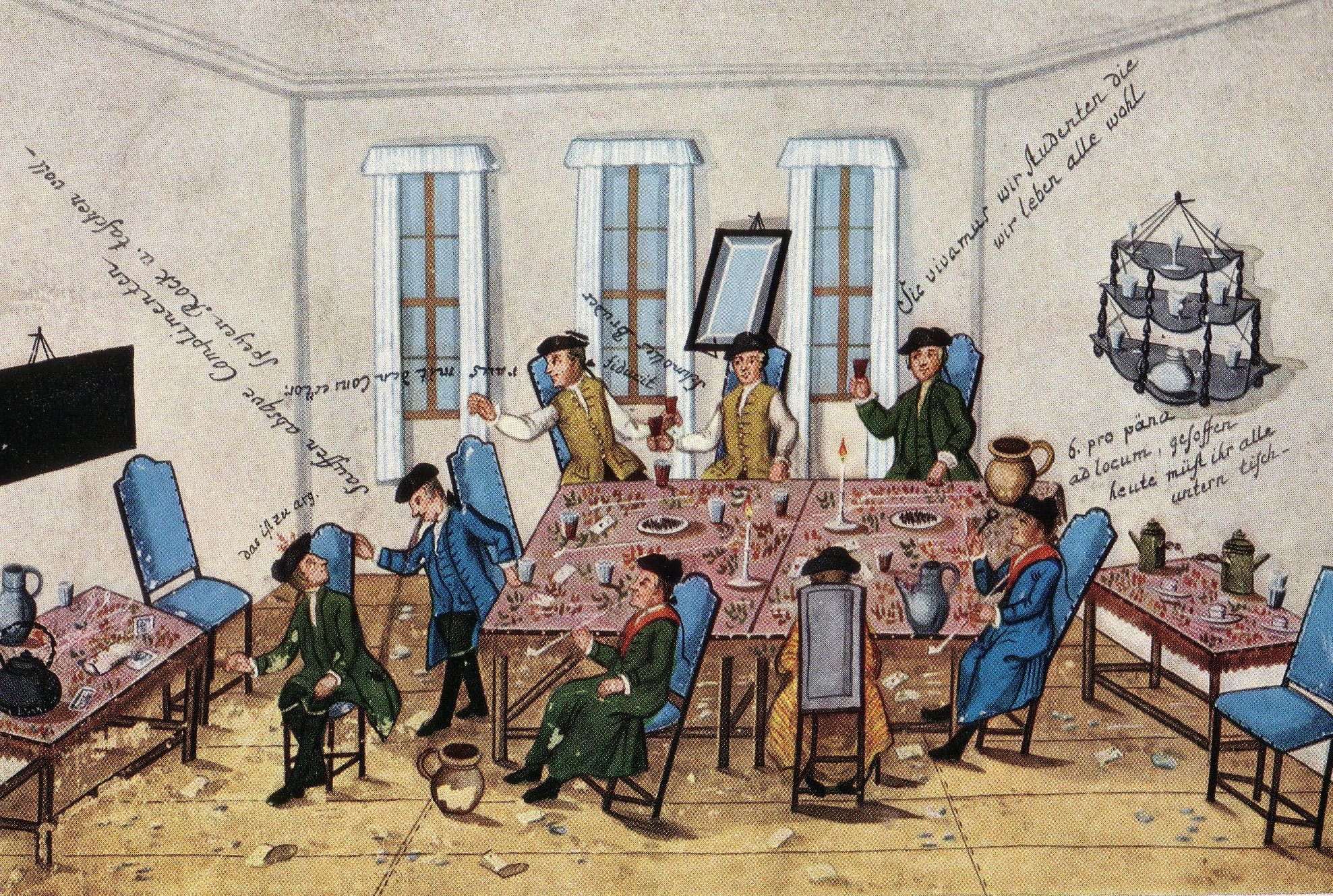
Hospiz in Jena 1771

Da diese Veranstaltungsform von den Universitätsbehörden meist nicht gutgeheißen oder sogar verboten war, ist die Quellenlage dünn und oft widersprüchlich. Generell scheint es Hospize sowohl in Form einer Privateinladung eines Studenten an seine Kommilitonen, andererseits aber auch als offizielle Repräsentations-Veranstaltung der im 18. Jahrhundert üblichen landsmannschaftlichen Zusammenschlüsse der Studenten gegeben zu haben.
Eingeladen wurde in die Privatunterkunft eines der Studenten. Hier wurden die Gäste von den Wirtsleuten bewirtet. Es wurde gegessen, getrunken und geraucht, manchmal auch getanzt und oft gefochten. Der Gastgeber bestimmte, was jeder zu trinken hatte. Seinen Anordnungen musste gefolgt werden. Er selbst hatte den Gästen gegenüber keine Verpflichtungen.
Aus einigen Quellen geht hervor, dass der Leiter (Praeses) nicht mit dem Gastgeber (Hospes) identisch zu sein brauchte. Dieses ist wohl eher bei offiziellen Veranstaltungen von Landsmannschaften anzunehmen.
Wenn der Hausherr die Veranstaltung leitete, trug er als Zeichen seiner Würde einen Hausmantel im Gegensatz zur Straßenkleidung seiner Gäste. Als weiteres Abzeichen diente der Hausschlüssel, den er in der Hand hielt, oder auf dem Tisch vor sich liegen hatte, wie aus Darstellungen des 18. Jahrhunderts ersichtlich ist.
Schriftliche Regeln des Hospitiums sind erhalten. So erschien 1747 anonym das Werk Das Hospitium oder Richtiger Beweis aller bey dem Hospitio üblichen Rechte und Gewohnheiten.
Diese unkontrollierbaren Privateinladungen waren bei den Universitätsbehörden und Nachbarn natürlich nicht gern gesehen. Viele Universitätsstatute des 18. Jahrhunderts verboten sie oder machten sie beim Rektor genehmigungspflichtig. Mancherorts wurden die Bürger und besonders die Vermieter angehalten, ab neun Uhr abends die Türen geschlossen zu halten. So sollten Unruhe und Lärm in den engen, noch ummauerten Städten verhindert werden. Deshalb fanden die Hospize üblicherweise nachmittags statt.
Das noch im frühen 19. Jahrhundert in Königsberg bekannte Philisterhospiz könnte ein Rundgesang gewesen sein. Zu vorgerückter Stunde waren wohl die Philister die Gastgeber, nach deren Anweisung die Gäste zu trinken hatten.

## Einzelne Überlieferungen

### Johann Georg Puschner, Altdorf 1725
Der Nürnberger Kupferstecher Johann Georg Puschner brachte im Jahre 1725 mehrere Kupferstiche über das Leben der Studenten in der Universität Altdorf heraus, in denen er typische Verhaltensweisen aufzeigte und teilweise moralisch kritisierte. Ein Blatt widmete er auch dem „Schmauß“, also der studentischen Privateinladung zu Speise und Trank. Zu jedem Blatt gab es passende Verse zur Erläuterung oder Ermahnung:

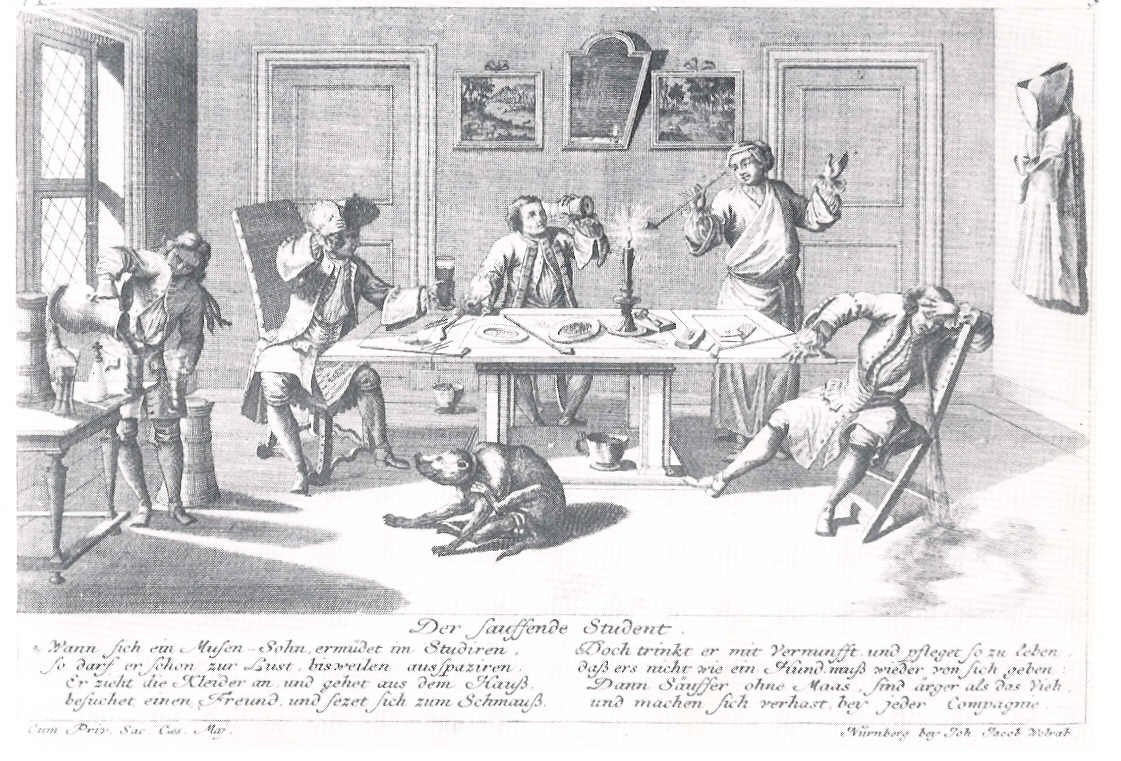
„Dendrono“ (Johann Georg Puschner), „Der sauffende Student“, Kupferstich von 1725

Der sauffende Student
Wann sich ein Musen-Sohn ermüdet im Studiren,
so darf er schon zur Lust, bisweilen ausspazieren.
Er zieht die Kleider an und gehet aus dem Hauß
besuchet einen Freund und sezet sich zum Schmauß.
Doch trinkt er mit Vernunfft und pfleget so zu leben
daß ers nicht wie ein Hund muß wieder von sich geben
Dann Säuffer ohne Maas, sind ärger als das Vieh
und machen sich verhast bey jeder Compagnie.

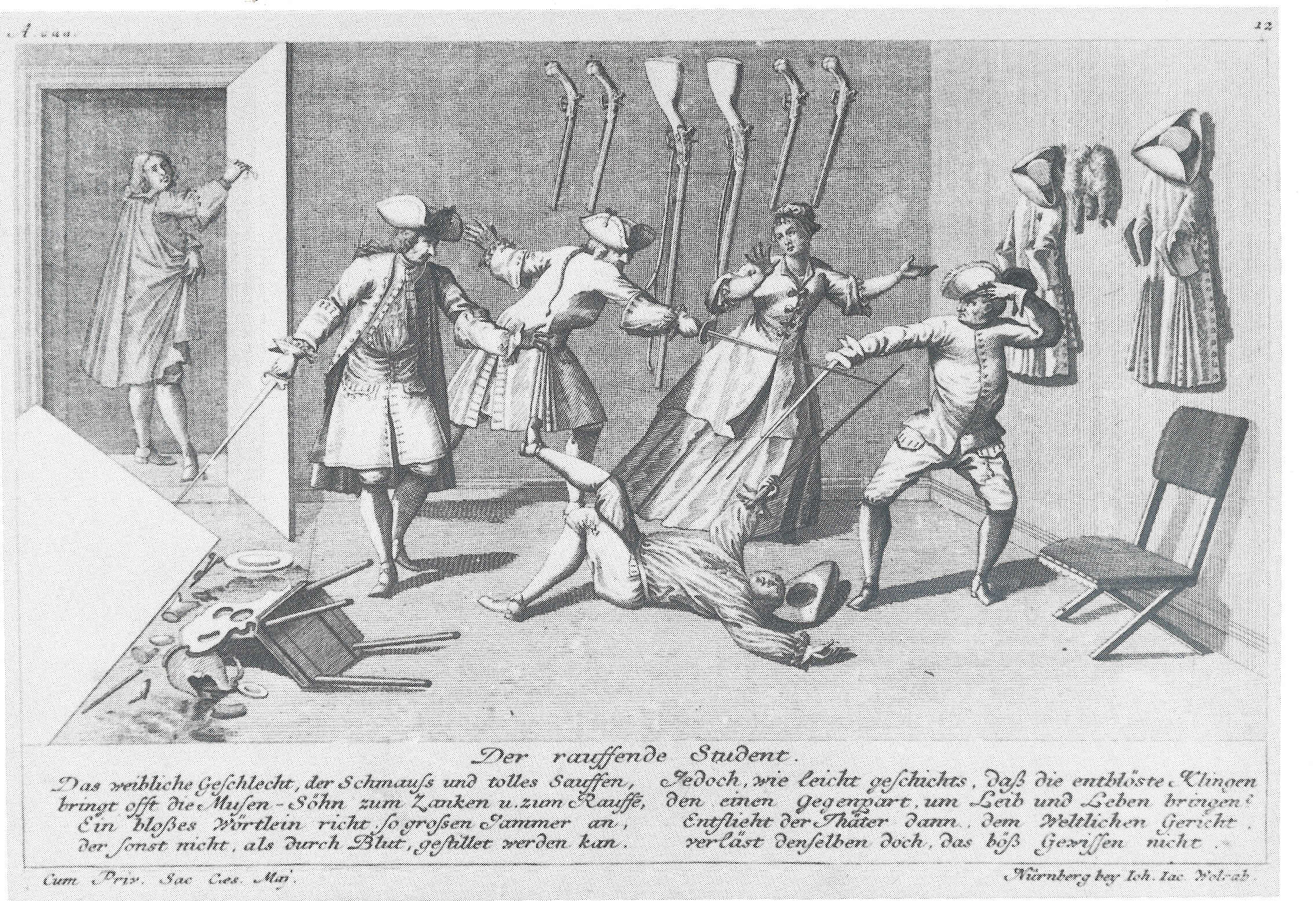
„Dendrono“ (Johann Georg Puschner, Nürnberg) – „Der rauffende Student“. Der Kupferstich von 1725 zeigt einen „Schmauss“ von Studenten der Universität Altdorf, der in einer wilden Rauferei endet.

Diese Veranstaltungen endeten nicht selten in Streitereien und Auseinandersetzungen mit der blanken Waffe, die die Universitätsgerichtsbarkeit beschäftigten.
Eine solche Begebenheit schildert Puschner in seinem Kupferstich „Der rauffende Student“ von 1725, unter Bezugnahme auf das Studentenleben an der Universität Altdorf.
Der rauffende Student
Das weibliche Geschlecht, der Schmauss und tolles Sauffen,
bringt offt die Musen-Söhn zum Zanken u. zum Rauffen,
Ein bloßes Wörtlein richt so grossen Jammer an,
der sonst nicht, als durch Blut, gestillet werden kan.
Jedoch wie leicht geschichts, daß die entblösten Klingen
den einen Gegenpart, um Leib und Leben bringen?
Entflieht der Thäter dann, dem Weltlichen Gericht,
verläst denselben doch, das böß Gewissen nicht.
Die Strafe für die Exzesse folgte meist auf dem Fuße. In der Regel erschien der Pedell und schrieb die Vorladung zum Rektor an die Haustür des Betroffenen, etwa mit den Worten Dominus ad rectorem citatur (deutsch: „Der Herr wird zum Rektor zitiert.“). Oft drohte dabei die Relegation, also die Zwangsexmatrikulation.

### Dissertation de norma actionum studiosorum, Erlangen 1780
Ein Erlanger Student (vermutlich C. Gleiß, Mitglied des Amicistenordens) publizierte im Jahre 1780 unter dem Pseudonym „Martialis Schluck von Raufenfels“ die Schrift Dissertatio de norma actionum studiosorum seu von dem Burschen-Comment, die in den §§ VII bis XI Ausführungen zum Hospitium machte, und zwar sowohl zum Trinken, als auch zu den dabei gesungenen Liedern. Der Autor unterschied zwischen einem hospitium strictus (einem strengen Hospiz) und einem hospitium minus strictus (einem weniger strengen Hospiz). Während bei einem strengen Hospiz ein Praeses (Vorsitzender) die volle Befehlsgewalt hatte und alle Teilnehmer unbegrenzt zum Trinken – auch unter Lebensgefahr (cum vitae periculo) – anhalten konnte, durfte bei einem weniger strengen Hospiz nach Belieben getrunken werden.

### Friedrich Christian Laukard, Gießen 1770er Jahre
Friedrich Christian Laukard, Theologie-Student in Gießen von 1771 bis 1774, berichtet:

„In Gießen sind die Kommerse erlaubt; wir haben mehrmals auf der Straße kommersiert und das »Ecce quam bonum« zur großen Freude der Gießener Nymphen hingebrüllt. Man stellt sich also leicht vor, daß die Kommerse bei den täglichen Saufgelagen der Studenten sehr frequent werden mußten: und so war es auch wirklich. Ich habe oft vierzehn Tage nacheinander alle Tage einem Hospiz oder kommersierenden Saufgelage beigewohnt.“

### Hannoversche Landsmannschaft, Göttingen 1770er Jahre

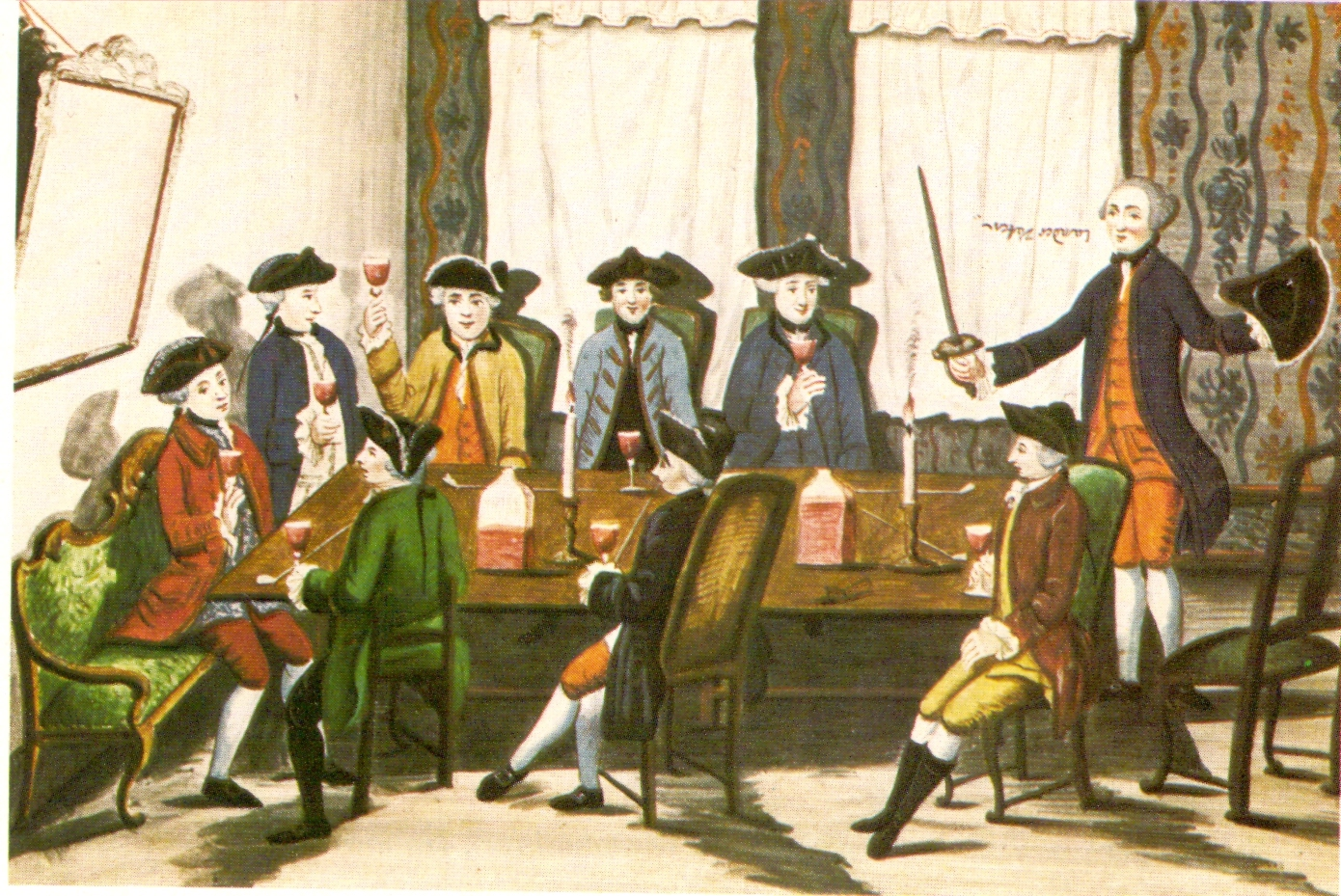
Göttinger Studenten 1765 beim Landesvater

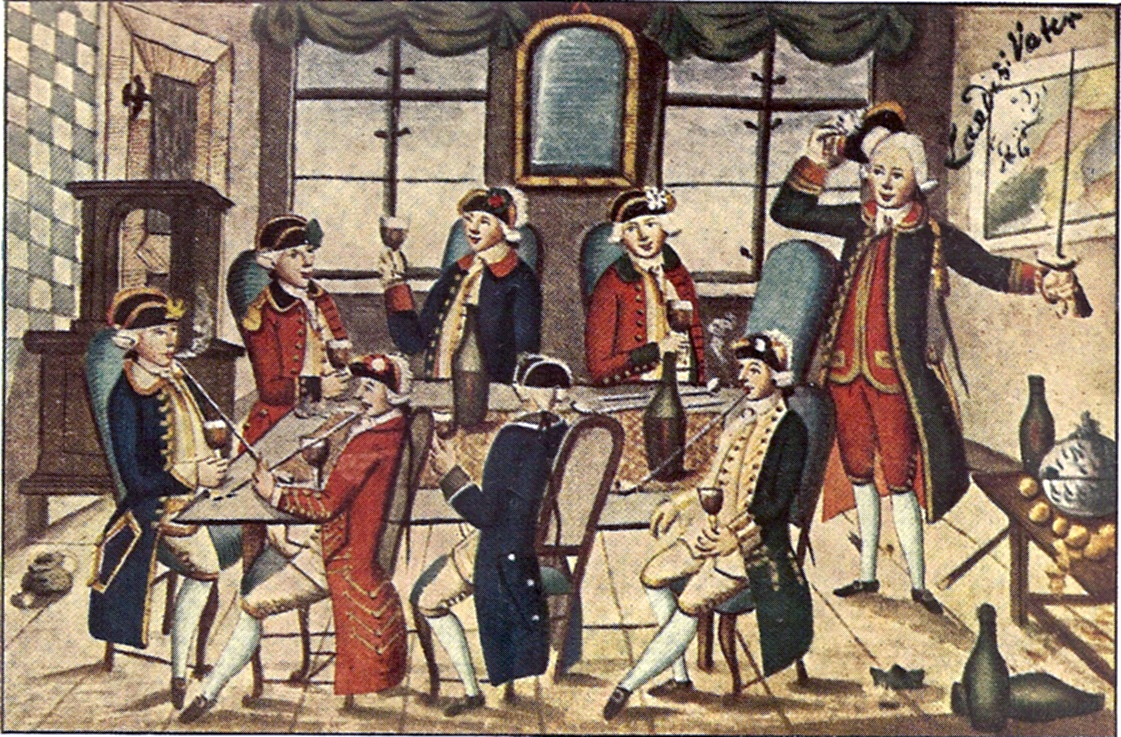
Göttinger Senioren 1774 beim Landesvater unter Leitung des Kurländers, kritisch beäugt vom Hannoveraner (hinten links)

Schattenriss des Kurländer Seniors v. Buddenbrock (Silhouetten-Sammlung Schubert 1779)

Schattenriss des Hannoveraner Seniors v. Mahrenholz (1779)

Für Göttingen gilt die Besonderheit, dass sich der interne Umgang der Landsmannschaften mit der dort zu Laukhards Zeiten Schmaus genannten Veranstaltung für die Zeit von 1777–79 auch aus den erhaltenen Konventsprotokollen der Hannoverschen Landsmannschaft ableiten lässt.  Die Abläufe eines Schmauses waren danach durchaus Gegenstand der ebenfalls auf den Zimmern der Chargierten stattfindenden Konvente der Landsmannschaften. So notierte der Sekretär F. E. von Stoltzenberg:

„Ferner geschah ein Vorschlag, ob nicht die Adjudanten sollten auf Schmäusen besonders Acht auf die Mitglieder ihrer Adjudantur haben, daß wenn etwa jemand zu viel getrunken haben sollte, sie ihn zu Hause brächten; hierauf wollte man aber nicht sonderlich reflektieren.“

Die von einem Senior als erstem Chargierten geleitete Landsmannschaft gab den zum Ende eines Semesters abgehenden Landsmannschaftsmitgliedern einen Abschiedsschmaus, zu dem der jeweilige Senior zu Lasten der gemeinsamen Kasse der Landsmannschaft berechtigt war, „für sich zwei Gäste zu bitten“ Dies diente zweifellos seinen Repräsentationspflichten im Verhältnis zu den anderen bestehenden Landsmannschaften. Von der Diplomatie im Umgang dieser studentischen Zusammenschlüsse untereinander berichtet ein weiteres Protokoll:

„gab die hamburgische Landsmannschaft einen Schmaus, auf den unsere Seniores eingeladen wurden. Weil sie aber Bedenken trugen, fremden Schmäusen beyzuwohnen, ehe der Rangstreit unserer und der curischen Landsmannschaft entschieden wäre; so blieben sie von diesem Schmause weg. Hierauf that unser Senior von Alten dem curischen Senior von Buddenbrock den Vorschlag zum Vergleich, daß man bei bey fremden Schmäusen und Auszügen den Rang umgehen lassen, oder ihn diejenige Landsmannschaft haben möchte, deren Senior im Amte der älteste wäre“

Eine Verständigung der traditionell miteinander rivalisierenden Kurländer mit den Hannoveranern gelang nicht, so dass weiter entschieden wurde, dass die Senioren nicht mehr als Senioren an fremden Schmäusen teilzunehmen würden und entsprechend die Senioren fremder Landsmannschaften auch nicht mehr zu den Schmäusen der eigenen Landsmannschaft geladen würden. Man behalf sich also damit, dass die Repräsentanten anderer Landsmannschaften nicht in ihrer Eigenschaft und Funktion, sondern als „fremde Gäste“ eingeladen wurden. Bis auf vereinzelte Ausnahmen nahmen alle Mitglieder der gastgebenden Landsmannschaft teil. Die Tischordnung spielte eine große formale Rolle, was dafür spricht, das auch formale Abläufe eingehalten wurden:

„Die Beilage Nro. 1 zeigt die Rangierung bey Tisch. Die Seniores und Subseniores der fremden Landsmannschaften waren dabey als andere fremde Gäste platziert.“

und gab auch zur Einwirkung auf die eigenen Mitglieder Anlass:

„Auch erinnerte d. Hr. v. Marenholz daß derjenige, welcher künftig verhindert werden würde an dem Schmause der Hannöverschen Landsmannschaft Theil zu nehmen, solches zeitig genug gehörigen Orts anzeigen solle, um die Unordnung, die notwendig in Ansehung der Plätze daraus entstehen müßte, zu vermeiden.“

Die Hannoversche Landsmannschaft legte die Kosten des Schmauses nach Köpfen auf ihre Mitglieder um. 1778 betrug die Umlage für einen Schmaus 4 Reichstaler pro Kopf und wurde wegen der Höhe des Betrages in zwei Raten von der Kasse der Landsmannschaft eingezogen. Mitglieder, die den Beitrag säumig blieben, wurden zunächst mit Geldstrafen belegt. Diese Geldstrafen waren in der soweit zitierten, aber nicht überlieferten, aber wohl durchaus detaillierten Konstitution festgelegt (z. B. das Fehlen bei Versammlungen nach Art. V § 9 p. 57) und setzten bei etwa 6 Mariengroschen ein. Die Rezeptionsgebühr bei der Aufnahme neuer Mitglieder betrug 4 Reichstaler und 16 Groschen und der ordentliche Monatsbeitrag für Mitglieder belief sich im Jahr 1778 zum Vergleich auf 12 Mariengroschen im Monat. Pflichtverstöße wurden im schlimmsten Fall mit der Exklusion geahndet.

### Königsberg, 1850er Jahre
In Königsberg lebte das Hospiz Ende der 1850er Jahre mit Zusammenkünften in Wohnungen wieder auf. Solche Feiern hießen Buderucken oder Budengemütlichkeit. Jeder Teilnehmer hatte zur Unterhaltung beizutragen, während der Gastgeber seinen Gästen Kaffee, Punsch oder Bier anbot. Arthur Kittel, ein Angehöriger der Burschenschaft Germania Königsberg, berichtet, dass die einheimischen Studenten Kaffee mit Kuchen und süßem Schnaps, den halben Liter zu 60 Pfennig, auffahren ließen. Die Auswärtigen veranstalteten dagegen ein Essen, wenn der „Provinzialfraß“ (Verpflegung von den elterlichen Gütern) eingetroffen war. Er selbst habe, so schildert er, einst zehn gebratene Enten und einige Pfund Butter erhalten, von denen nach der Bewirtung nur drei übrig geblieben seien.
Was in Königsberg an elterlicher Verpflegung von den Gütern in der Provinz kam, wurde als „Provinzialfraß“ brüderlich geteilt – wahrscheinlich schon bei den Hospizen.

## Lieder
Die Stimmung auf einem „Schmaus“ oder „Hospitium“ bringt ein aus dem 18. Jahrhundert überliefertes Studentenlied zum Ausdruck, das auch heute noch gern auf Kneipen gesungen wird. Es ist vermutlich aus einem Rundgesang entstanden, dessen Strophen ursprünglich improvisiert wurden:
Eines der ältesten und schönsten Lieder ist Ça, ça geschmauset:
Ça, ça geschmauset, lasst uns nicht rappelköpfisch sein! 
Wer nicht mithauset, der bleibt daheim. 
Refrain: Edite, bibite collegiales, post multa saecula pocula nulla.
(frei übersetzt: „Esst und trinkt, Kommilitonen, in ferner Zukunft wird es keine Gelage mehr geben!“)
Der Herr Professor liest heute kein Kollegium,
Drum ist es besser, man trinkt eins rum.
Refrain
Trinkt nach Gefallen, bis ihr die Finger danach leckt.
Dann hat´s uns allen recht wohl geschmeckt.
Refrain
Auf, auf ihr Brüder! Erhebt den Bacchus auf den Thron
Und setzt euch nieder, wir trinken schon.
Refrain
Später wurden die beliebtesten Strophen vereinheitlicht und in den Kommersbüchern abgedruckt.